# Institutos Normales de Montevideo
Los Institutos Normales María Stagnero de Munar y Joaquín R. Sánchez es una institución de enseñanza terciaria uruguaya, encargada de impartir la formación en magisterio perteneciente al Consejo de Formación en Educación de la Administración Nacional de Educación Pública. Se encuentra en la ciudad de Montevideo y su nombre homenajea a sus principales directores. 

## Historia
A fines del siglo XIX y en el marco del proceso de la reforma en la educación escolar llevada adelante por José Pedro Varela, se fundan los primeros centros de formación docente en Uruguay. En 1882 María Stagnero de Munar decide crear y fundar el Internato Normal de Señoritas, nueve años después, en 1891 Joaquín Sánchez funda y dirige  el Internato Normal de Varones que luego se convierte en Instituto Normal para Varones.

La gestión de estos directores fue fundamental para la puesta en marcha, funcionamiento y desarrollo de dichas instituciones. En mayo del año 1923 se reconoció el trabajo de ambos directores  nombrando al Instituto Normal de Señoritas "María Stagnero de Munar" y al Instituto Normal de Varones "Joaquín R. Sánchez". En el año 1935 dichas instituciones se unifican y pasaron a tener la actual denominación de "Institutos Normales María Stagnero de Munar y Joaquín R. Sánchez".

## Instituto Nacional de Docencia
Unos meses antes del inicio de la dictadura cívico-militar, en enero de 1973 se crea en la ley 14.101 el Consejo Nacional de Educación, este sería un organismo de intervención y control de la educación, por el cual se vio suspendida la autonomía de los entes de la educación y la formación docente.
En ese marco surge el Instituto Nacional de Docencia, instituto que unifica y centraliza la formación magisterial, la de profesores de educación media y la de actualización y profesionalización. Todos estos cursos se centralizan en el mismo edificio de la Avenida del Libertador Juan Antonio Lavalleja 2025, donde hoy funciona el Instituto de Profesores Artigas. Allí funcionarían:

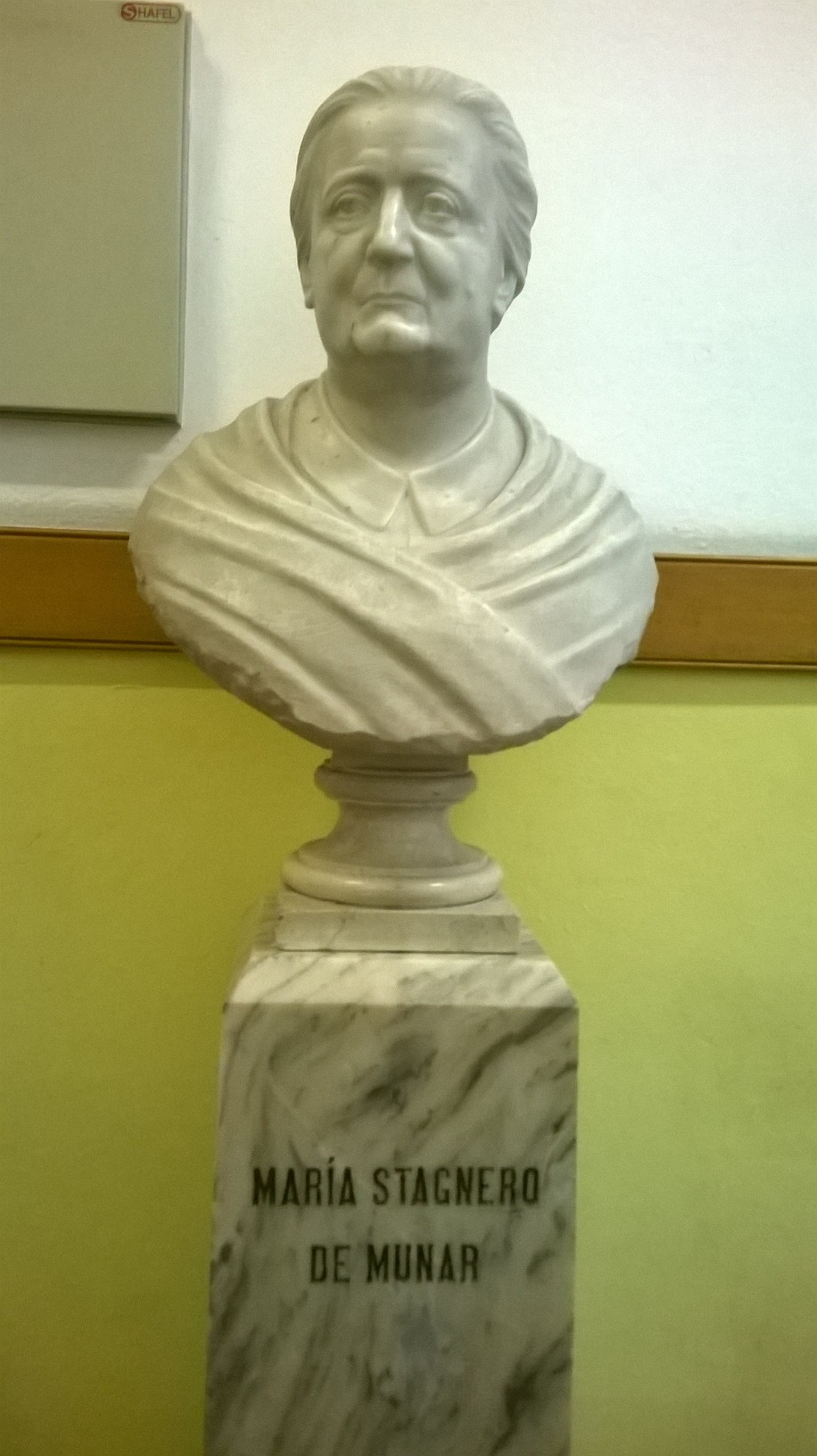
María Stagnero de Munar creadora del Instituto Normal de Señoritas

- Centro I - dedicado a la formación magisterial.
- Centro II: formación de profesores de educación media.
- Centro III: cursos de actualización y especialización a cargo del Instituto Magisterial Superior.

## Creación de la Administración Nacional de Educación Pública
Reinstaurada la democracia el 28 de marzo de 1985, se aprueba la Ley 15.739 de creación de la Administración Nacional de Educación Pública, este organismo vuelve a instalar una estructura de tres consejos desconcentrados para Primaria, Media y Técnica. La formación docente estará a cargo de una  Dirección Ejecutiva del Consejo Directivo Central: la Dirección de Formación y Perfeccionamiento Docente (DFPD).
En este período la formación de maestros se vuelve a dar en el marco de los Institutos Normales de Montevideo que pasan a ubicarse en el actual edificio donde hoy funcionan. 

El 28 de junio  de 2010 en el marco del proceso establecido por la Ley de Educación se crea el Consejo de Formación en Educación, consejo encargado de la formación magisterial, docente y de educadores sociales.